# Diocesi di Pitinum
La diocesi di Pitinum (in latino Dioecesis Pitinate) è una sede soppressa della Chiesa cattolica.

## Storia
La diocesi di Pitinum o Pettino è stata una diocesi antica della Chiesa cattolica. Di questa chiesa non si ha una data di fondazione certa, ma la sua esistenza è sicuramente accertata fino al V secolo. La diocesi si origina attorno alla mansio di Pettino (L'Aquila) che si affacciava sulla Via Claudia Nova e, insieme ad Amiternum, diventa l’espressione più chiara dell’organizzazione cristiana del territorio sabino transmontano.
Come tutte le diocesi del tempo Pitinum visse le stagioni dei grandi concili e dei primi sinodi, a cui presero parte anche i suoi vescovi. 
Il primo vescovo pitinate ricordato dalle fonti è Severo. Una lettera di papa Simplicio del 19 novembre 475 sulla cattiva amministrazione della diocesi di Aufinum, da parte del vescovo Gaudenzio, indirizzata ai vescovi Florenzio di Aveia, Equizio di Amiterno e Severo di Pitinum, indica proprio in quest’ultimo il dispensator, ovvero l’amministratore apostolico, della diocesi aufinate. Secondo p. Giacinto Marinangeli la scelta di Severo fu dovuta alle piccole dimensioni della diocesi di Pitinum e al prestigio del vescovo nonostante la sua giovane età.
Il secondo vescovo pitinate di cui si ha memoria storica è Romano, del quale il Lanzoni appunta che nel sinodo romano del 499 Valentino, vescovo di Amiterno, sottoscrive le decisioni sinodali anche “pro Romano episcopo ecclesiale Pitinatium”.
Dal V secolo la diocesi di Pitinum venne assorbita dalla diocesi di Amiterno e ne seguì le vicende storiche.

## Cronotassi
- Severo ? † (menzionato nel 475)
- Romano † (menzionato nel 499)